# 樂高Mindstorms RCX
RCX是乐高RCX系列机器人的控制核心，是一个可编程控制器，MindStorms系统的一个组件。
RCX有三个版本，分别为：1.0、1.5、2.0,為第一代可程式及可組裝的機器人玩具

## 面板
RCX使用的微型控制器，是日立H8/3292系列的H8/300单片机，属于H8/3297系列。芯片具有计算机的三个主要功能：处理器、存储器和输入／输出。它们通过芯片内的地址／数据／控制总线连接在一起。

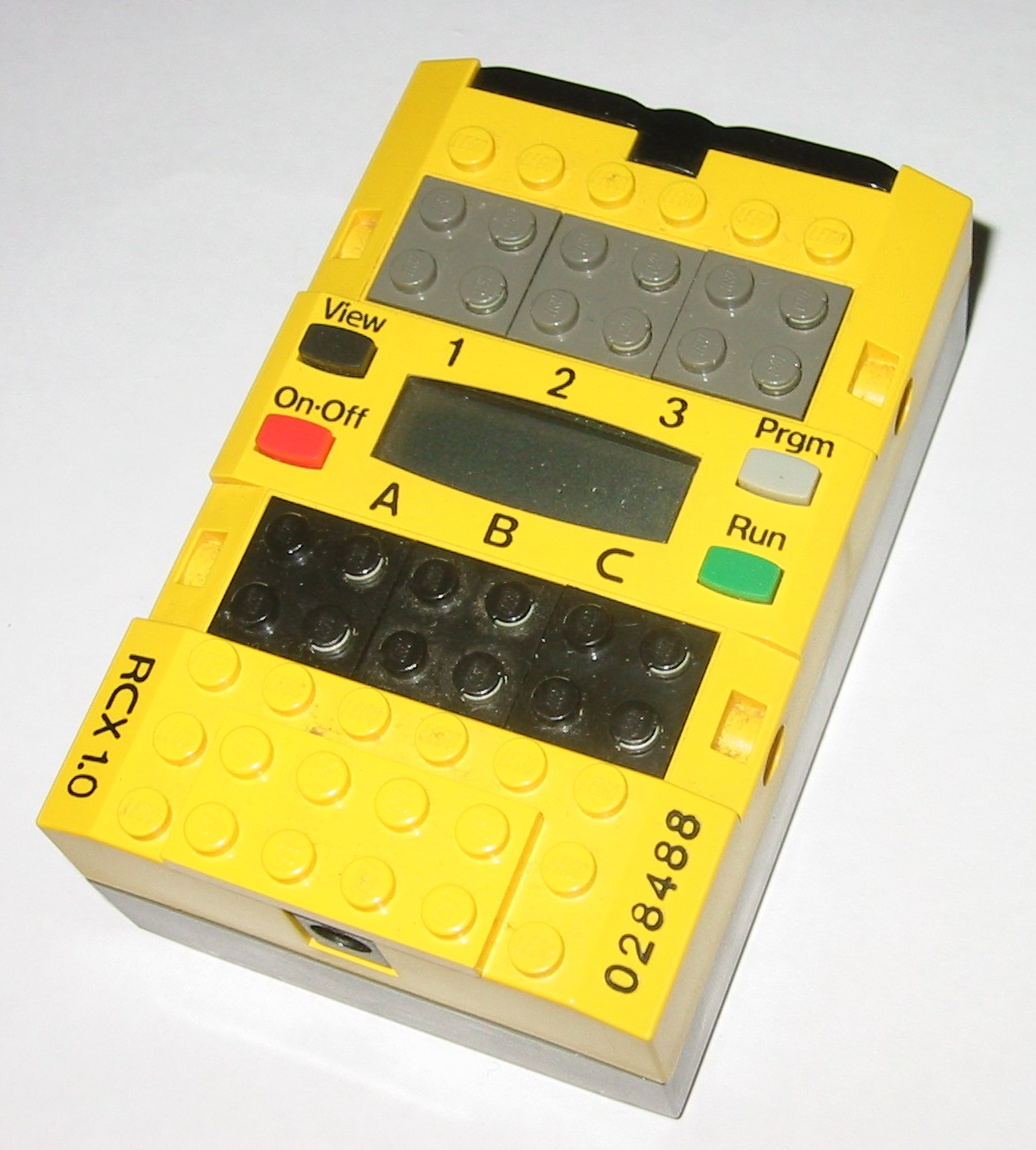
第一代RCX机器人控制面板

### RCX主要参数

#### CPU
H8/300 CPU（8位）。工作频率16 百萬赫，有八个通用16 位寄存器（r0 - r7, r7 作为堆栈指针(sp) 使用）， 16 位程序寄存器（pc），和一个8位状态寄存器(cc) 。状态寄存器显示算术状态（如进位，溢出，和零）和中断屏蔽与使能。指令集包括暂存器-暂存器运算，如16 位加法、16 位减法、8位乘法和16 位／8 位除法），及常见的逻辑操作如「异或」、「或」、「与」、「非」、「移位」、「位操作」、「子程序」的调用与返回和使RCX进入节电模式的「sleep指令」。数据类型包括「位」、「4位BCD码」、「字节」和「字」（2 个字节）

#### 储存器
RCX的H8/3292芯片拥有32K的RAM，但是实际能使用的仅有10K左右（因为固件本身也要占用一定的内存）。整个RCX内只能储存5个编译程序（即使程序占用内存不到10K），另外，如果程序较大，则可能实际储存不足5个编译程序。

#### 输入／输出
RCX支持的输入设备（传感器）有：「接触传感器」、「光感传感器」、「角度传感器」、「温度传感器」以及「火焰传感器」。但是在没有安装固件时传感器将不能工作，也不能执行编译的程序。仅可以运行固化在硬件内的默认程序。输出接口只能接到LEGO专用马达（标准马达和微型马达）以及扬声器。RCX可以同时控制所有输入／输出设备

#### 电源供应
RCX使用6节5号电池，安装于背部凹槽。也可以使用9~12伏的外接直流电。当RCX没电时，其内部储存的所有数据都会消失，包括固件和已编译的程序。位于顶部的红外线数据接口是RCX唯一的数据来源，RCX与外界一切通讯都通过此接口与LEGO专用红外线接收器（接口分别为COM和USB）进行数据交换，通讯频率为38500Hz。

## 程式語言
樂高支援的語言：
- RCX Code，包含在玩具版本
- ROBOLAB，塔夫斯大學基於LabVIEW所開發

熱門的第三方語言：
- BrickOS，以前叫 LegOS之下使用C語言和C++
- 在leJOS或TinyVM之下使用Java
- NQC，類似C
- pbFORTH，延伸自Forth語言
- pbLua，一個為了Lua語言的NXT API
- Visual Basic
- RobotC，NXT適用的新語言
- Interactive C，一個用在機器人比賽中類似C的語言
- XSLisp，專用於RCX (1 + 2)與NXT